# 17세의 자전거
《17세의 자전거》(중국어 간체자: 十七岁的单车, 정체자: 十七歲的單車, 병음: Shí qī suì de dān chē 스치쉐이더단처[*], 한자음: 십칠세석단거, 영어: Beijing Bicycle)는 2000년 제작된 중국의 영화이다.
대한민국에서는 ㈜감자에서 수입하여 2001년 11월 17일에 극장 개봉하였다. 한국 개봉시에는 영화의 영어 제목인 'Beijing Bicycle'을 이용하여 '북경 자전거'라는 이름으로 상영하였는데, 이 이름은 원제와 다르고 외래어 표기법에 벗어난 잘못된 표현이다.
감독 왕샤오솨이는 2001년 제51회 베를린 국제 영화제에서 은곰상(심사위원대상)을 수상하였다.

## 배역
- 최림 - 곽연귀
- 이빈 - 소견

## 한국판 성우진(KBS)
- 정훈석 - 곽연귀(최림)
- 유동균 - 소견(이빈)
- 정옥주
- 최병상
- 박상훈
- 문관일
- 성완경
- 정미경
- 김승태
- 오길경
- 사성웅
- 안용욱
- 양석정